# Plagulibasis
Plagulibasis – rodzaj ważek z rodziny łątkowatych (Coenagrionidae).

## Podział systematyczny
Do rodzaju należą następujące gatunki:
- Plagulibasis ciliata (Ris, 1913)
- Plagulibasis richardsi Theischinger & Orr, 2024